# Malapert (inslagkrater)
Malapert is een  inslagkrater nabij de zuidpool op de naar de Aarde toegekeerde kant van de Maan die werd ontdekt door de 17e-eeuwse Belgisch astronoom Charles Malapert.
De krater heeft verschillende satellietkraters waaronder Malapert A, Malapert B, Malapert C, Malapert E, Malapert F, Malapert K.